# Johann Albrecht von Brandenburg-Ansbach-Kulmbach

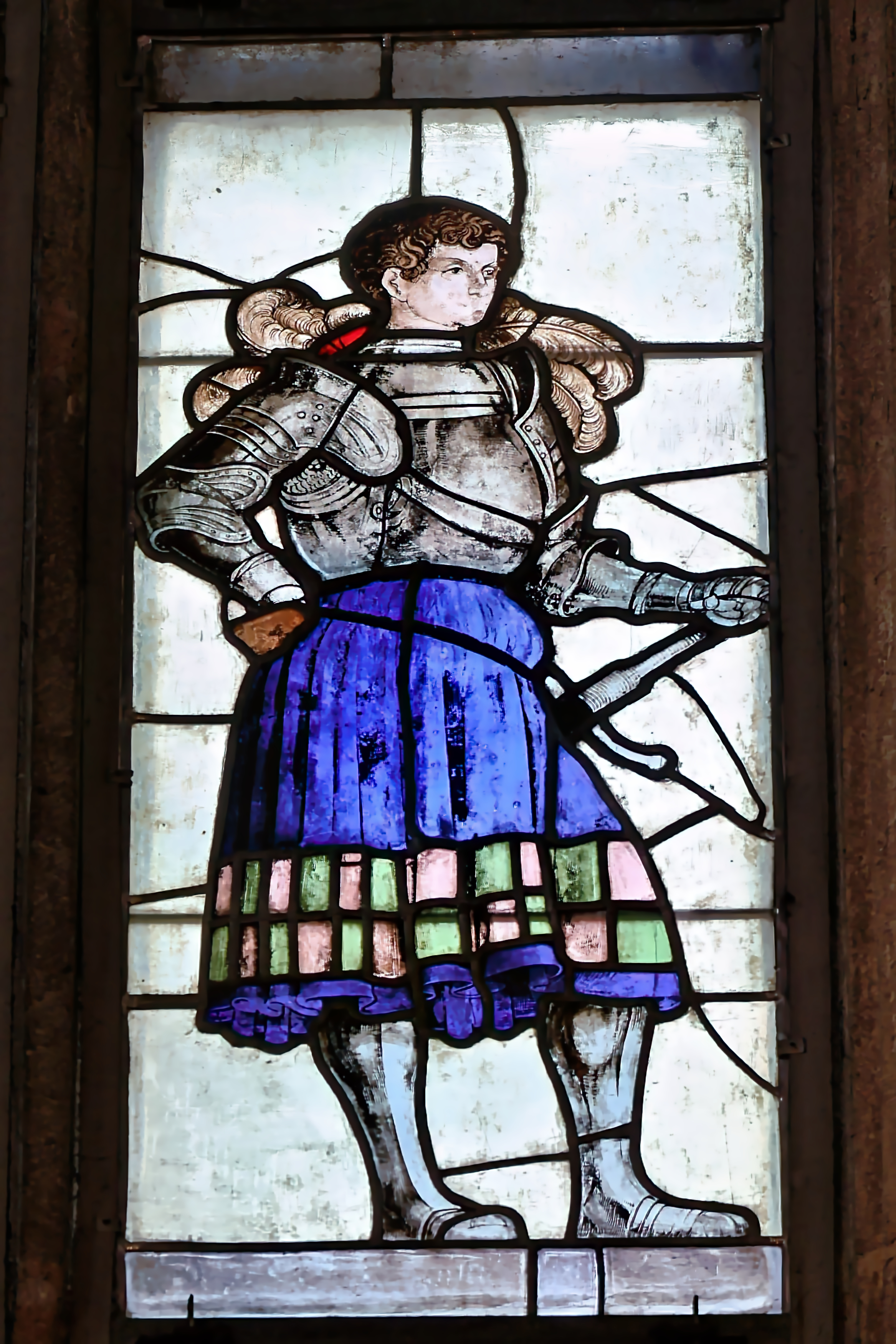
Darstellung Johann Albrechts im Markgrafenfenster von St. Sebald in Nürnberg, Arbeit von Hans Süß 1515

Johann Albrecht von Brandenburg, auch Johann Albrecht von Halberstadt oder Johann Albrecht von Magdeburg (* 20. September 1499 in Ansbach, Mittelfranken; † 17. Mai 1550 in Halle (Saale)) war (nicht regierender) Markgraf zu Brandenburg-Ansbach-Bayreuth, Erzbischof von Magdeburg und Bischof von Halberstadt.

## Leben
Er wurde als Sohn von Friedrich II. von Brandenburg-Ansbach und Sophia, der Tochter des Königs Kasimir IV. von Polen geboren. Bereits 1523 erreichte sein Vetter Albrecht von Brandenburg, der Erzbischof von Magdeburg und Mainz sowie Administrator von Halberstadt war, seine Wahl zum Koadjutor von Magdeburg. Anlässlich seines endgültigen Weggangs aus Magdeburg 1541 bestimmte er ihn gemeinsam mit dem Domkapitel zu seinem Statthalter in Magdeburg und Halberstadt. Im Jahr 1545, nach dem Tod Albrechts, wurde er Erzbischof vom Magdeburg und übernahm auch das Amt des Administrators von Halberstadt. Auf dem Reichstag von 1548 in Augsburg bestätigte der Kaiser seine neuen Bistümer und daraufhin zog er am 24. August 1548 auf seiner Residenz auf der Moritzburg in Halle (Saale) ein. Hier stellte er die Klöster, die während der Reformation aufgelöst wurden, wieder her und nahm den katholischen Gottesdienst im geschlossenen Dom wieder auf. Jedoch konnte er aufgrund der Beschlüsse des halleschen Landtags das Augsburger Interim nicht durchsetzen. Während seiner Amtszeit versuchte er durch die Beseitigung von Missständen innerhalb seiner Kirche die Reformation und damit einhergehende Konfessionalisierung aufzuhalten. Dies misslang ihm und nach seinem Tode wurde die Zeit der katholischen Bischöfe in Halberstadt beendet.